# Magasins généraux de Champagne Ardenne
Les Magasins généraux de Champagne Ardenne est un ancien site industriel français situé dans la ville de Reims. Historiquement destinés au stockage des marchandises, ils sont en friche et font l'objet d'un projet de la ville de Reims. Ils se trouvent au 92, avenue Brébant dans le quartier Quartier Clairmarais - Charles Arnould.

## Historique

### Entrepôt
En 1928, les Établissements DEMAY Frères, spécialistes des constructions en béton armés, construisent cet entrepôt à sur quatre étages pour le compte des magasins du Port Sec Rémois. Il est raccordé à la voie du Chemins de fer de la Banlieue de Reims (CBR).
En 1936, une passerelle est réalisée entre les silos et un boisseau permettant le chargement des péniches sur le canal.
Ils deviennent par la suite les Magasins généraux de Champagne Ardenne.
En 1987, une partie des magasins est vendue aux établissements BECCUE.
La société Magasins généraux de Champagne Ardenne a été radiée le 27 avril 2005.

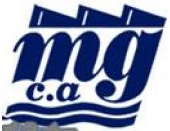
Logo.
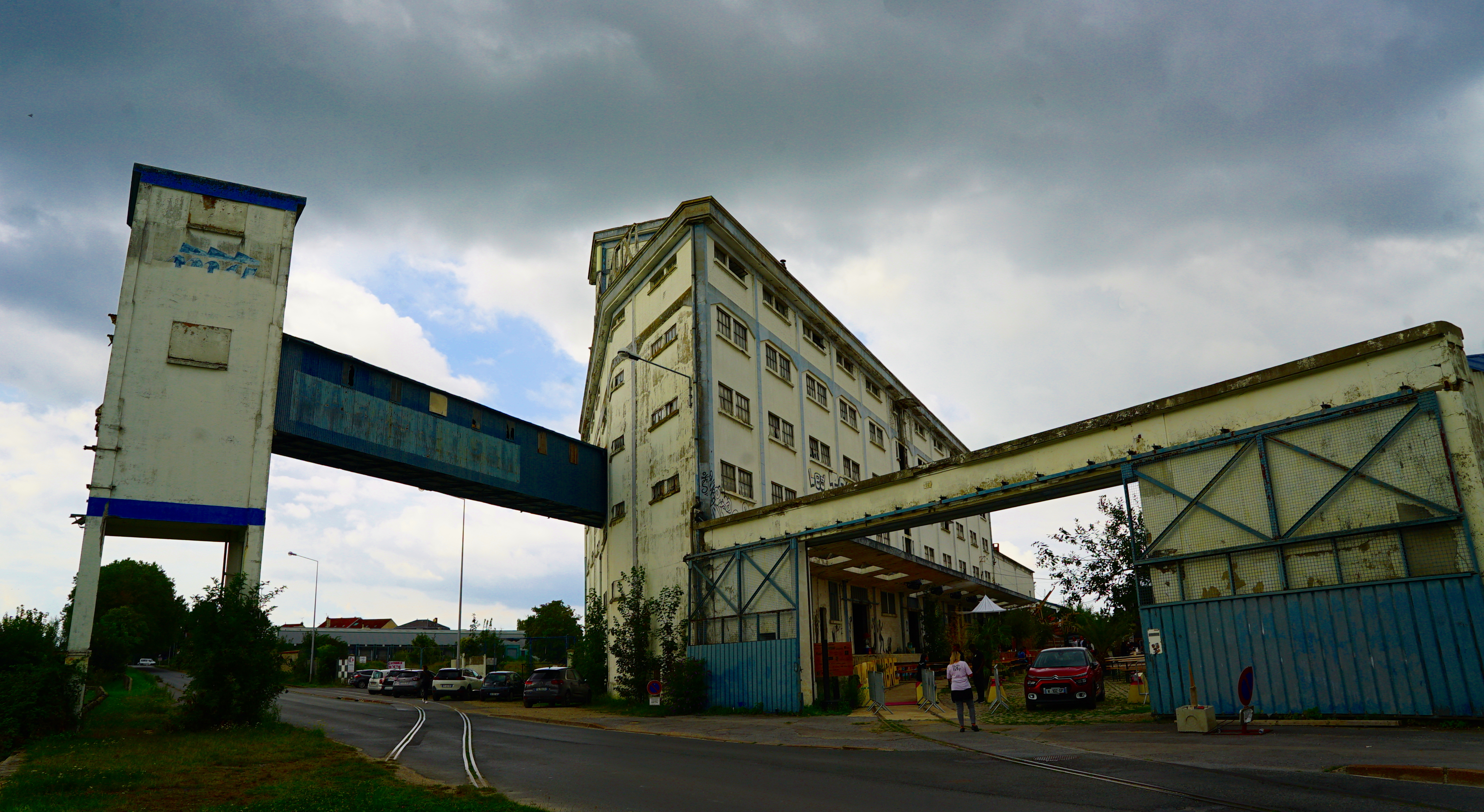
Entrepôts, passerelle et boisseau.

### Magasin libre
Pendant les étés 2021 et 2022, un lieu éphémère dénommé Magasin Libre s’installe sur le site.
Près de 50 000 visiteurs durant l’été 2021 et plus de 80 000 en 2022 ont visité ce lieu dans un cadre redécoré par de nombreux artistes. 

Arno Kusek,
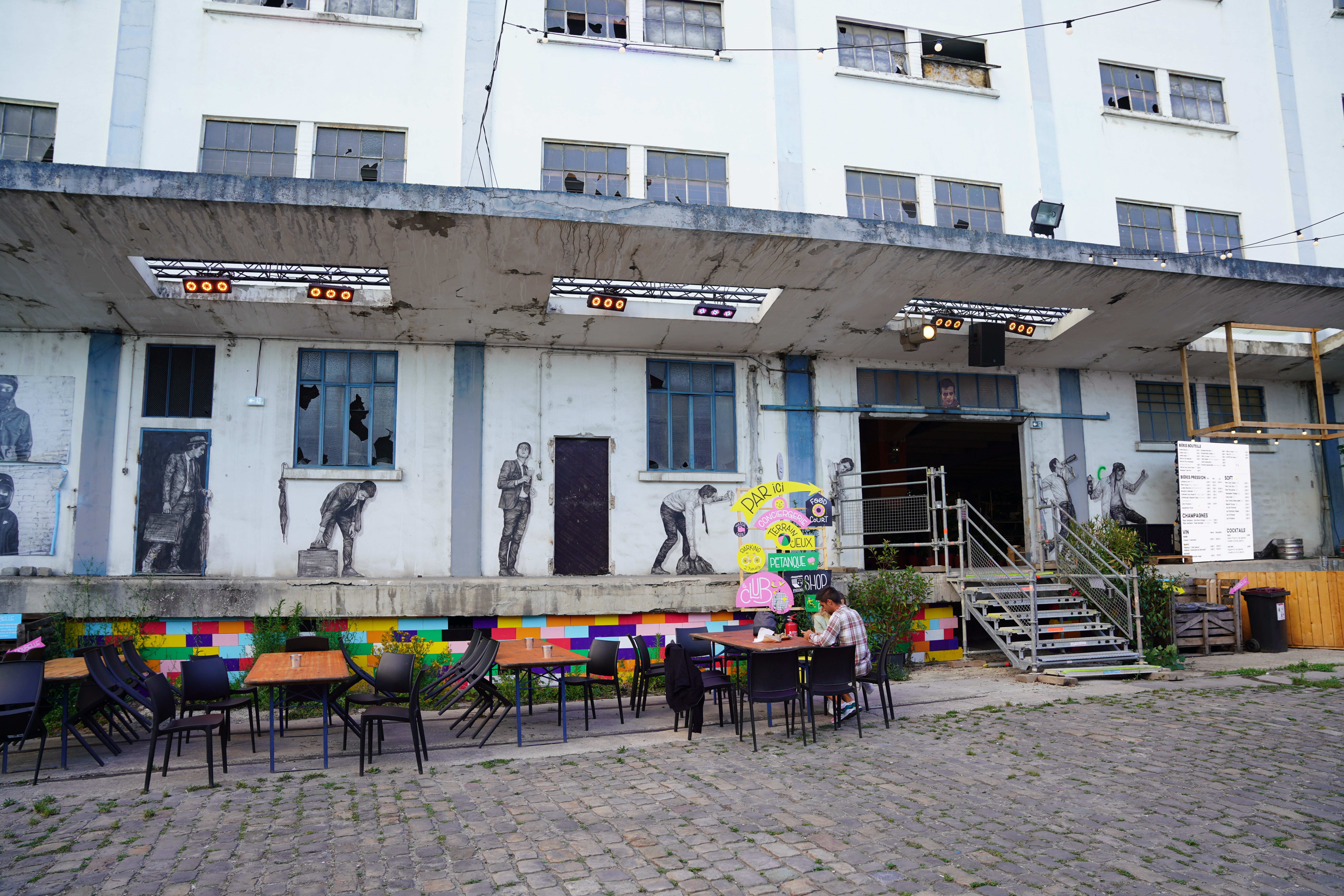
Charles Leval.

### Projet de la ville de Reims

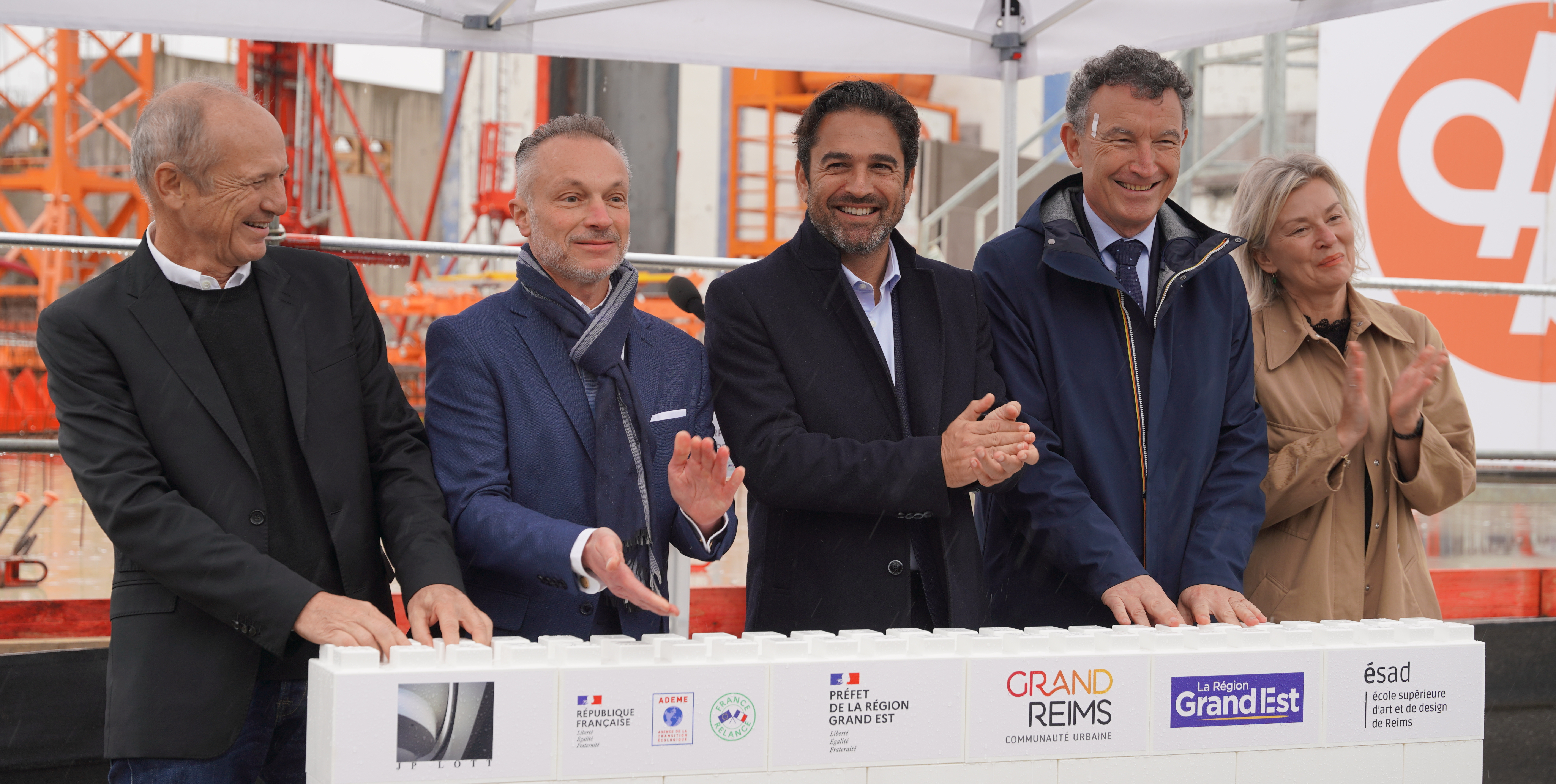
Pose de la première pierre le 9 oct. 2024 par Arnaud Robinet, Franck Leroy et Jean-Pierre Lott.

Un nouveau quartier devrait voir le jour à partir de 2025 sur l’ensemble du secteur dit du port Colbert.
Deux écoles supérieures devraient déménager et s’installer dans le secteur : Neoma Business School et l’École supérieure d'art et de design de Reims.

## Rôle des magasins généraux
Les magasins généraux étaient des lieux de stockage qui permettaient des opérations de crédit en gageant des marchandises physiques.
Sur Reims, ils étaient principalement destinés aux produits agroalimentaires.
Les magasins généraux étaient réglementés par l’ordonnance n°45-1744 du 6 août 1945 relative aux magasins généraux.